# 手嶌智
手嶌 智（てじま さとし、1982年6月16日 - ）は、千葉県富津市出身の元プロ野球選手（投手）。右投右打。

## 経歴
拓大紅陵高から社会人野球の新日本石油では都市対抗野球に補強を含めて2回出場、2004年のドラフト自由獲得枠で千葉ロッテマリーンズに入団。
最速140km/h後半のストレートに加え、スライダー・チェンジアップ・フォークなどを投げる。
2005年はファームで最多勝（10勝）を上げたが、やや制球・変化球に難があり、6月22日に一軍で初登板・初先発した際も甘く入ったチェンジアップを小笠原道大にレフトスタンドに運ばれるなどでノックアウトされている。以後は故障の影響などで二軍でも結果を残せない状態が続いた。
制球が不安定な部分は解消されず、2009年10月1日に戦力外通告を受け現役を引退。

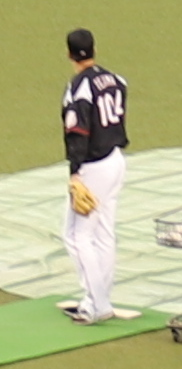
2019年4月2日

2010年からは球団スタッフとしてロッテに残り、初年度は打撃投手兼スコアラーを務めたのち、2011年からは打撃投手兼球団広報を務めている。

## 人物
特徴的な長い顎がトレードマーク。生年月日は同期入団の大松尚逸と同じ。
父親はタカアシガニの漁師で、グラブにはタカアシガニと父親の船の名前「長五郎丸」という文字の刺繍が施してある。子供の頃は父の後を継ぎ漁師になるつもりだったが、父親に「お前には無理だ」と言われ漁師になるのを諦めたという。
球団広報兼務当初、マスコミを苦手とし、心身のバランスを崩した時期もある。かつて同じく打撃投手と広報を兼務していた榎康弘を手本として仕事を学び、榎の補佐的な立ち位置で働いていたが、2017年秋に榎がスカウトに転身することになってからは独り立ちしている。

## 詳細情報

### 年度別投手成績
| 年 度     | 球 団     | 登 板 | 先 発 | 完 投 | 完 封 | 無 四 球 | 勝 利 | 敗 戦 | セ 丨 ブ | ホ 丨 ル ド | 勝 率 | 打 者 | 投 球 回 | 被 安 打 | 被 本 塁 打 | 与 四 球 | 敬 遠 | 与 死 球 | 奪 三 振 | 暴 投 | ボ 丨 ク | 失 点 | 自 責 点 | 防 御 率 | W H I P |
| --------- | --------- | ----- | ----- | ----- | ----- | -------- | ----- | ----- | -------- | ----------- | ----- | ----- | -------- | -------- | ----------- | -------- | ----- | -------- | -------- | ----- | -------- | ----- | -------- | -------- | ------- |
| 2005      | ロッテ    | 1     | 1     | 0     | 0     | 0        | 0     | 1     | 0        | 0           | .000  | 17    | 3.0      | 6        | 1           | 2        | 0     | 0        | 5        | 0     | 0        | 4     | 4        | 12.00    | 2.67    |
| 通算：1年 | 通算：1年 | 1     | 1     | 0     | 0     | 0        | 0     | 1     | 0        | 0           | .000  | 17    | 3.0      | 6        | 1           | 2        | 0     | 0        | 5        | 0     | 0        | 4     | 4        | 12.00    | 2.67    |

### 記録
- 初登板・初先発登板：2005年6月22日、対北海道日本ハムファイターズ7回戦（千葉マリンスタジアム）、3回4失点で敗戦投手
- 初奪三振：同上、1回表に坪井智哉から空振り三振

### 背番号
- 17 （2005年 - 2007年）
- 47 （2008年 - 2009年）
- 104 （2010年 - ）